# 黑澀會美眉
黑澀會美眉為參與《我愛黑澀會》節目成員的總稱，而由該節目出身的女子團體在2008年8月8日改名為黑Girl以便區隔。 以下美眉名單依加入時間由先至後排列。

## 過去成員

### 曾經活躍的成員
| 姓名              | 藝名                                                                               | 英文名          | 出生日期                    | 加入日期 （節目播出時間） | 節目中的其他暱稱                      | 其他資料 | 社交媒体 |
| ----------------- | ---------------------------------------------------------------------------------- | --------------- | --------------------------- | ------------------------- | ------------------------------------- | --- | --- |
| 陳瑋萱            | Suan                                                                               | Suan            | 1989年7月25日               | 2005年8月1日              |                                       | 與Venessa和Vicky是親姊妹，有1/4瑞士血統 | |
| 黃子軒            | 子軒                                                                               | Yoga            | 1988年12月27日              | 2005年8月1日              | 大法師、優格                          | 早期的人氣美眉 華岡藝校出身，擅長軟骨功 | |
| 謝依彤            | 小公主                                                                             | Bella           | 1984年10月11日              | 2005年8月1日              |                                       | 原名「謝佳雯」，中山女高畢業，臺大農經系轉系中文系，後又轉學至世新大學，曾擔任國光幫幫忙助理主持人。在丫頭加入我愛黑澀會之前，曾經是班上娃娃音的代表。Tesl網路直播星海賽事的主播 | Facebook Youtube（页面存档备份，存于） 新浪微博（页面存档备份，存于） 騰訊微博（页面存档备份，存于） 直播頻道（页面存档备份，存于） |
| 翁滋蔓            | 蔓蔓                                                                               | Smile           | 1986年10月28日              | 2005年8月1日              |                                       | 北一女中高材生，並以第一名畢業於國立臺灣大學生物產業傳播暨發展學系。 擁有精湛演技、舞藝及極具特色之唱腔而成為節目中不可或缺的靈魂人物，也創下節目最高收視點，並獲得我愛黑澀會年度總評比「總冠軍」。 以廣告明星出道，已拍攝多部知名廣告、MV、戲劇、代言和主持。 主持公視節目流言追追追以及擔任TVBS哈新聞、蘋果娛樂新聞娛樂新聞主播（主持人）                                                                                   | Facebook（页面存档备份，存于） 新浪微博（页面存档备份，存于）                                                                       |
| 湯巧麗            | 巧麗                                                                               | Shelly          | 1984年9月11日               | 2005年8月2日              |                                       | 臺中縣青年高中英文教師 參加我愛黑澀會之前曾參加過世界小姐臺灣區選拔並獲得第六名 | 無名（页面存档备份，存于） |
| 徐凱希            | 鴨子 （凱希）                                                                      | Cathy（舊Ring） | 1988年4月28日               | 2005年8月4日              |                                       | 原名 「徐宛鈴」和「徐亦晴」，世新大學口語傳播系學生 以歌藝精湛聞名 獲邀參加超級星光大道 (第一屆)榮得第十一名，並加入星光幫 以精湛的歌藝與活力啦啦隊表演成為生力軍之一 於2013年10月組成新團體「Twinko」 現為通告來賓、天才衝衝衝助理主持 | 新浪微博（页面存档备份，存于） Facebook （页面存档备份，存于）                                                                      |
| 周姿文            | 吃冰                                                                               | Han             | 1987年5月29日               | 2005年8月5日              |                                       | 擅長運動舞蹈 | |
| 賴思澐            | Nico （賴瀅羽）                                                                    | Nini (舊Nico)   | 1989年1月6日                | 2005年8月10日             | 武媚娘                                | 畢業於崇右技術學院化妝品系 知名網拍、外拍模特兒 在台灣各大網路拍賣以及多家雜誌等擔任服裝模特兒頗具知名度 前《大學生了沒》固定班底 | Facebook 微博 |
| 陳瑋涵            | Venessa                                                                            | Venessa         | 1986年6月12日               | 2005年8月23日             |                                       | 我愛黑澀會第二屆班長 與Suan和Vicky是親姊妹，有1/4瑞士血統 | Instagram |
| 陳芳禮            | Vicky                                                                              | Vicky           | 1991年8月29日               | 2005年8月23日             |                                       | 與Suan和Venessa是親姊妹，有1/4瑞士血統 | Instagram |
| 楊家瑜            | 小白兔 （楊可涵）                                                                  | Rabbit          | 1987年9月17日~2015年7月18日 | 2005年8月31日             |                                       | 以歌藝精湛聞名 因學業理由離開節目，後在戲劇界發展 於2015年7月6日自殺，在搶救12天後，於2015年7月18日去世，得年27歲。為黑澀會第一位不幸身亡的美眉 | Facebook（页面存档备份，存于） |
| 張智佳            | 智子                                                                               |                 | 1984年6月19日               | 2005年9月19日             |                                       | 第一代美眉 | 無名（页面存档备份，存于） |
| 劉孝怡            | 霸王花                                                                             |                 | 1988年3月8日                | 2005年9月7日              |                                       | 熱舞型美眉，就讀德明財經科技大學 | 無名（页面存档备份，存于） |
| 陳螢怡            | 萬太                                                                               | Lisa Yvette     | 1986年10月19日              | 2005年10月6日             |                                       | 精湛舞藝聞名，為生力軍之一 | 無名（页面存档备份，存于） |
| 林彥君            | 151                                                                                | Eunice          | 1984年9月28日               | 2005年10月10日            |                                       | 拍攝多部知名廣告 | 無名（页面存档备份，存于） |
| 吳祐如            | 祐祐                                                                               | Yoyo            | 1986年3月10日               | 2005年11月18日            | 毒舌、紅玫瑰、香蕉姐姐                | 因說話毒辣被稱為「毒舌派美眉」 創作歌詞曾被曹格改編為歌曲 後期轉走氣質美女路線 在問答節目中得到第一名並得到「聰明王」稱號 擁有雙學位（運動管理、統計） | |
| 林雪絨            | 小雪                                                                               |                 | 1982年4月29日               | 2005年11月18日            |                                       | 黑澀會第一位身為人母的美眉，並已離婚 天主教輔仁大學餐旅管理研究所畢業 | 無名（页面存档备份，存于） |
| 何欣純            | Kira                                                                               | Kira            | 1986年3月16日               | 2005年12月9日             |                                       | 素食主義者 曾流出A片尺度私拍寫真，但亦有人懷疑寫真為合成 | 無名（页面存档备份，存于） |
| 胡瑜萱            | 瑜萱                                                                               | Yumi            |                             | 2005年12月15日            |                                       | 布農族原民，畢業於松山家商 | 無名（页面存档备份，存于） |
| 陳穎              | 穎兒                                                                               |                 | 1985年2月26日               |                           |                                       | | |
| 陳美燕            | 妖嬌                                                                               | Mamie Swallow   | 1986年8月31日               | 2006年1月13日             | 妖嬌、南霸天                          | 高雄美眉代表 生力軍之一 前統一獅、義大犀牛啦啦隊 現為DJ和通告藝人 | Facebook（页面存档备份，存于） |
| 謝寧              | 寧寧                                                                               | Erica           | 1989年12月28日              | 2006年1月13日             | 299                                   | 洪詩幫成員之一 聲音低沉酷似利菁 擺過地攤，有299封號 | 無名（页面存档备份，存于） |
| 雲鈺芝            | 芝芝                                                                               |                 | 1991年9月2日                | 2006年2月10日             |                                       | 泰雅族原住民 擅長民俗舞 桃園高中舞蹈班畢業，現為臺北藝術大學學生 | 無名（页面存档备份，存于） |
| 唐敏              | 鬼娃娃                                                                             |                 | 1990年3月25日               | 2006年2月22日             |                                       | 搞怪美眉之一，畢業於文山國中，實踐大學學生 | 無名（页面存档备份，存于） |
| 邱子容            | 小冰                                                                               | Grace           | 1989年12月27日              | 2006年3月6日              | 北一女                                | 北一女中高材生，現為國立臺灣大學學生 | 無名（页面存档备份，存于） |
| 門宥辰            | Celina                                                                             | Celina          | 1988年5月23日               | 2006年3月16日             |                                       | 前年代新聞台主播，現為寰宇國際新聞主播 | 無名（页面存档备份，存于） 粉絲團                                                                                                   |
| 吳茹伶            | 莎莎                                                                               |                 | 1989年3月11日               | 2006年3月22日             |                                       | 鄒族原住民，就讀樹德科技大學表演藝術系 | 無名（页面存档备份，存于） |
| 柯小圓            | 小圓                                                                               | Jennifer        | 1988年10月3日               | 2006年4月1日              |                                       | 母親為臺灣人，父親為西班牙和印地安混血 文化大學建築系 | 無名（页面存档备份，存于） |
| 蔣美恩            | 米恩                                                                               | Esther          | 1988年1月22日               | 2006年4月24日             |                                       | 阿美族原住民 以精湛的歌唱和舞蹈等才藝成為生力軍之一 臺灣藝術大學夜間部 與連鎖餐廳老闆閃婚，現育有一女 | 無名（页面存档备份，存于） |
| 汪逸甯            | 汪汪                                                                               | Carina          | 1989年3月27日               | 2006年4月24日             |                                       | 洪詩幫成員之一 | 無名（页面存档备份，存于） |
| 朱謙柔            | Angela                                                                             | Angela          | 1990年2月1日                | 2006年4月24日             | 香蕉王                                | 曾與勇兔、小貝貝為同班同學 胞妹婉柔亦曾為黑澀會美眉，惜已被淘汰 | 無名（页面存档备份，存于） |
| 初家晴            | 泡菜                                                                               | Jennifer        | 1986年8月17日               | 2006年5月8日              |                                       | 後來與毛弟共同參演電影九降風，為該片的女主角，現為模特兒 | 初家晴 |
| 李珮如            | 小貝貝 （李宇希）                                                                  |                 |                             | 2006年5月17日             | 大小眼、花痴、小揹揹                  | 曾與勇兔、Angela為同班同學 曾在節目中表示欣賞小 擅長花式溜冰 參加過第一屆超級星光大道 曾回南部當櫃姐 | 無名（页面存档备份，存于） |
| 郭思辰            | 可比                                                                               | Kirby           | 1984年10月25日              | 2006年7月21日             | Kobe Bryant                           | 原名「郭懿瑩」 洪詩幫成員之一 網路拍賣界知名模特兒 | 無名（页面存档备份，存于） |
| 陶妍妏            | 陶子 （陶嫚曼）                                                                    | Mandy           | 1985年6月20日               | 2006年8月18日             | 香菇、山豬陶、 心機陶、假笑陶         | 以歌藝聞名的美眉，曾多次奪得節目中歌唱比賽的冠軍。 參加過第一屆超級星光大道、第四屆超級偶像 洪詩幫成員之一 2012年簽入福茂唱片，為<<剩女保鏢>>片頭曲<神魂電到>主唱 | 無名（页面存档备份，存于） |
| 賴琳恩            | 琳恩                                                                               | Lene            | 1989年6月6日                | 2006年8月18日             | 人妻、老臉、陀螺                      | 伊林模特兒經紀公司模特兒 因外型成熟美艷而廣受男性來賓及觀眾的青睞 有「人妻美眉」的外號 招牌動作是起立蹲下 參選2008年亞洲小姐選舉得到第三名 也參與多部戲劇演出 | Facebook（页面存档备份，存于） 新浪微博（页面存档备份，存于）                                                                       |
| 翟智儀            | 翟                                                                                 | Jessica         | 1991年10月22日              | 2006年9月14日             |                                       | "翟"字發音為"宅" 美國加州大學爾灣分校學生 柯震東經紀人 | Instagram |
| 朱芮萱            | 豬豬                                                                               | Zoe             | 1990年5月30日               | 2006年9月14日             |                                       | 就讀於育達高職 | 無名（页面存档备份，存于） |
| 曾可青            | 可青 （曾用藝名小可）                                                              | Christina       | 1988年4月22日               | 2006年9月15日             |                                       | 畢業於中華大學國際企業學系學生 曾參加超級星光大道 (第三屆)的百人初選、我猜我猜我猜猜猜等節目錄影 現為網拍模特兒 於2013年10月與兩位前美眉鴨子、糖果、網拍模特兒星潼和網絡美少女泫組成新團體Twinko | 新浪微博（页面存档备份，存于） Facebook （页面存档备份，存于）                                                                      |
| 梁華容            | Kitty                                                                              | Kitty           | 1989年8月24日               | 2006年9月25日             | Kitty阿姨、阿母、道明寺的媽媽         | 前伊林模特兒經紀公司模特兒 擅長軟骨功 | 無名（页面存档备份，存于） |
| 黃暐涵            | 小涵兒                                                                             | Vivian          |                             | 2006年10月9日             |                                       | 國小二升三時，曾參與電影雙瞳演出 | |
| 黃鈺文            | 米奇                                                                               | Mickey          | 1987年1月26日               | 2006年10月11日            | 黃米奇、鼠王、傻妞                    | 畢業於世新大學新聞系 與洪詩、玉兔被稱為「洪玉米」 專長饒舌，號為「饒舌始祖」洪詩幫成員之一，前年代新聞台氣象主播 | 無名（页面存档备份，存于） |
| 王義廷            | Mika                                                                               | Mika            | 1985年4月5日                | 2006年10月30日            | Mick、Mika、蜜卡                      | 曾遭前男友Joshua（許德駿）在臉書影射偷竊 曾與Lollipop@F小煜、陳冠希、關楚耀傳出緋聞 | |
| 林逸庭            | 小Q                                                                                | Jessica         | 1990年11月7日               | 2006年11月3日             |                                       | 參予過我猜高校美女，現正在聖荷西大學廣告系 | 無名（页面存档备份，存于） |
| 劉璟瑩            | Albee                                                                              | Albee           | 1987年7月20日               | 2006年11月28日            | 愛比、大福                            | 原名「劉堇萱」 畢業於世新大學新聞系 嗲聲美眉的代表人物，以模仿蔡閨與徐若瑄聞名 洪詩幫成員之一 曾經是天才衝衝衝助理主持、現為演員及通告來賓 | 無名（页面存档备份，存于） |
| 徐韻淇            | 淇淇                                                                               | Chloe           | 1991年7月28日               | 2006年12月20日            |                                       | 參加過第一屆超級星光大道 大學生了沒班底 | 無名（页面存档备份，存于） |
| 張誠菡            | 惜兒                                                                               | Gillian         | 1991年11月8日               | 2007年1月11日             | 企鵝                                  | 與模范棒棒堂小虎是好友，並以「乾姊弟」相稱 中視《超級星光大道》第一季踢館者 參加台視《超級偶像》第三季勇奪第七名 首位美眉開個人演唱會 | 無名（页面存档备份，存于） |
| 陳韋利            | 韋利                                                                               | Lily            | 1988年3月4日                | 2007年1月25日             |                                       | 伊林模特兒經紀公司模特兒 | 無名（页面存档备份，存于） |
| 梁文音            | 巴冷                                                                               | Rachel          | 1987年4月8日                | 2007年3月19日             | 巴冷公主                              | 獲邀參加超級星光大道 (第二屆)，勇奪第二名 2008年推出個人專輯《愛的詩篇》 入圍第20屆金曲獎新人獎 2009年推出個人專輯《愛，一直存在》 2011年推出個人專輯《情人X知己》 | yam天空（页面存档备份，存于） 痞客邦（页面存档备份，存于）                                                                          |
| 馬詩婷            | 小米 （夏宇童）                                                                    | Ren             | 1988年8月19日               | 2007年3月19日             |                                       | 泰雅族原住民，畢業於世新大學廣播電視系 民視第一屆<<成名一瞬間>>冠軍，拍攝范逸臣<<Missing you>>MV，以夏宇童之名唱愛你愛到死 2009年推出個人EP專輯雨瞳 日本深夜劇《東京Little Love》女主角 現為電台DJ | 無名（页面存档备份，存于） 痞客邦（页面存档备份，存于）                                                                             |
| Linda Layeniceger | 琳妲                                                                               | Linda           | 1992年3月13日               | 2007年3月19日             |                                       | 中文名為雷琳妲，父親為法國人，母親為日本人 | 無名（页面存档备份，存于） |
| 游鈺琪            | 點點                                                                               | Dian            | 1988年12月26日              | 2007年4月3日              | 小黃美珍、瞳                          | 銘傳大學國際企業學系 與菀菀曾是松山家商街舞社好手 被指與神木與瞳的瞳（黃美珍）相似，因而被戲稱為「瞳」 | 無名（页面存档备份，存于） |
| 李盈瑩            | 狗狗                                                                               | Wendy           | 1992年1月10日               | 2007年4月3日              | 貴婦                                  | 洪诗帮成员之一，音樂才女，擅長鋼琴與小提琴，演出老王同學會 - 范正婰 華岡藝校畢業 現為台北市立體育學院動態藝術系學生 | 無名（页面存档备份，存于） |
| 杜苡瑄            | 少少（苡瑄）                                                                       | Jane            | 1991年9月26日               | 2007年7月25日             | 少少                                  | 原名「杜少榛」 能歌擅舞的美眉，現為國光女神（國光幫幫忙節目助理）的隊長 | 無名（页面存档备份，存于） |
| 賴菀如            | 菀菀                                                                               | Laura           | 1988年11月29日              | 2007年7月25日             |                                       | 景文科技大學學生，獲全系第二名成績 舞蹈著稱的美眉，與點點曾是松山家商街舞社好手 常被說都不洗澡 | 無名（页面存档备份，存于） |
| 高宇庭            | 宇庭                                                                               |                 | 1993年3月17日               | 2007年7月25日             |                                       | 專長扯鈴技能 | 無名（页面存档备份，存于） |
| 熊黛比            | Debbie                                                                             | Debbie          | 1991年11月10日              | 2007年9月18日             |                                       | 台灣裔美國人，金甌女中畢業 | 無名（页面存档备份，存于） |
| 廖郁華            | 小華                                                                               | Jessica         | 1988年7月19日               | 2007年9月20日             | 阿姨、水華、Dancing Queen             | 因為在智力測驗將O2（氧氣）錯答成水而得水華之名 外貌有如胡安安 舞蹈能力高強，與糖果是好姊妹 | 無名（页面存档备份，存于） |
| 林恩伶            | 薔薔 （柴犬）                                                                      | Rebaccarry      | 1990年5月17日               | 2007年11月5日             | 諧星薔、瘋狗薔、劈腿薔、外星薔        | 原名「林嘉凌」 諧星組成員 繼小婕後，另一個戴牙套的美眉 節目中經常有無厘頭和暴走舉動 最怕泥巴，一碰泥巴就會歇斯底里 上Welcome 外星人在節目上被指出劈腿事實 曾因為為了刪除與前男友親密照，到其家裡偷電腦 並多次涉入吸毒風波 | 無名（页面存档备份，存于） |
| 古宛宛            | Joyce                                                                              | Lesile          | 1991年9月4日                | 2006年5月17日             | 小小Rain 小安室                       | 曾就讀於國際學校 私立育達高級商業職業學校外文系英文科畢業 現赴澳洲就讀Queensland University of Art 2015年於中國文化大學國際企業管理學系畢業 繼筱婕之後成員年紀最小的，以模仿時下流行韓星Rain舞蹈MV一夕爆紅，舞蹈能力最高強且亮眼，在「只要有心人人都可以變天后」單元中被天后蔡依林及張勝豐老師相中，封為蔡依林MVP 話很少才藝多，自我要求很高，私下愛哭 2014年為台灣肢體創作現代舞藝術家 國際魔術師御用舞者 國內外電影角色演員 | Facebook |
| 陳萱              | Doggy                                                                              | Doggy           | 1991年5月10日               | 2007年3月2日              |                                       | | 無名（页面存档备份，存于） |
| 呂芷萱            | 驢子                                                                               |                 | 1988年9月13日               | 2007年11月5日             |                                       | 參加過第二屆超級星光大道百人初選 台灣科技大學高分子工程學學士 | 無名（页面存档备份，存于） |
| 洪娉婷            | 娉娉                                                                               |                 | 1990年10月30日              | 2007年12月10日            | 食品類的達人、瑪丹娉 蚵仔嫂、熱情壯妞 | 布農族原住民 能歌擅舞，並且能夠在歌唱比賽和舞蹈比賽都拿下好成績 善長熱舞，在黑澀會有臺灣瑪丹娜之稱 三大壯妞之一 與糖果是好姊妹，並且與糖果和Hannah成為金三角 | 無名（页面存档备份，存于） |
| 賴亭君            | 巧克力 （本是Christina，因黑人老大認為太拗口，又覺得其膚色黝黑，因此叫「巧克力」） | Christina       | 1988年2月5日                | 2008年3月18日             |                                       | 伊林模特兒 在《全民最大黨》模仿黃睿靚，人氣暴升 | 無名（页面存档备份，存于） |
| Hannah Quinlivan  | Hannah （昆凌）                                                                    | Hannah          | 1993年8月12日               | 2008年3月18日             |                                       | 中文名為武誼蓁 臺\|台澳混血兒 與糖果和娉娉成為金三角 前美少女時代成員 已與周杰倫結婚 | |
| 辛靜              | 辛靜                                                                               | Princess        | 1989年6月14日               | 2008年3月18日             | 小姑 Hebe                             | 少數直接以本名之全名當作藝名的美眉 為模范棒棒堂前底迪小濱的女友，更因此多次上模范棒棒堂成為嘉賓 洪詩的學妹 臉型貌似許瑋倫和S.H.E的Hebe 曾拍攝中視的戲劇光陰的故事 | Facebook |
| 韓可勤            | A-so                                                                               |                 | 1987年5月15日               | 2008年3月18日             |                                       | 舊名「韓韻、韓萱、韓可棋、韓京羲」 擅長饒舌 松藝娛樂藝人 演出電影《寶島大爆走》、《球愛天空》 | streetvoice （页面存档备份，存于）                                                                                                  |
| 鄭倢伃            | 甜兒                                                                               | Angela          | 1993年10月26日              | 2008年3月18日             |                                       | 經常被指駝背 外表甜美，節目中總是帶著笑容 常被取笑四肢不協調，現正努力習舞 冰冰的親姐姐 | 無名（页面存档备份，存于） |
| 賴柔甫            | 豆腐                                                                               |                 | 1993年10月15日              | 2008年6月25日             |                                       | 參加過早安家族New Star選拔 大學生了沒新生 | 無名（页面存档备份，存于） |
| 何安琪            | 奈子 （藝名何以希）                                                                | Nako            |                             | 2008年6月25日             |                                       | 舞技不俗的美眉，兼職教舞 淡江中學日文系畢業，喜歡彈鋼琴 | Instagram |
| 何侃蓁            | 阿侃                                                                               |                 | 1992年9月17日               | 2008年6月25日             |                                       | 繼以前的美眉Kitty、子軒之後，新一代軟骨美眉 | 無名（页面存档备份，存于） |
| 彭芸              | Nana                                                                               | Nana            | 1988年4月30日               | 2008年6月25日             |                                       | | 無名（页面存档备份，存于） |
| 楊絡甯            | 酪梨                                                                               | Carolyn         | 1993年1月3日                | 2008年11月17日            |                                       | 為糖果的直系學妹，現就讀於松山高中 | 無名（页面存档备份，存于） |
| 鄭靚歆            | 冰冰                                                                               | Jin             | 1995年6月4日                | 2008年11月17日            |                                       | 為蚊子的直系學妹 甜兒的親妹妹 一般美眉裡只有她的制服是褲子 王小棣導演的《酷馬》的女主角 | 臉書 （页面存档备份，存于） |
|                   | 蓓蓓                                                                               |                 |                             | 2008年11月17日            |                                       | 為丫頭的直系學妹 | |
| 蕭元貞            | 元元                                                                               | Esther          | 1991年4月6日                | 2008年11月17日            |                                       | 為大牙的直系學妹，現為模特兒 | |
| 江昊芹            | 小安                                                                               |                 | 1991年4月17日               | 2009年5月18日             |                                       | 榖保家商畢業 參與美眉推薦環節經網友投票選入 已淡出娛樂圈 | |
| 牟韻潔            | 小牛                                                                               |                 | 1993年11月21日              | 2009年5月18日             |                                       | Hannah國中同班同學 參與美眉推薦環節經路人投票選入 大學生了沒成員 就讀樹德科技大學休閒事業管理系 先後成為空姐及直播主 | Facebook Instagram（页面存档备份，存于）                                                                                            |
| 馮怡翎            | 樂樂                                                                               | Irene           | 1992年8月21日               | 2009年5月18日             |                                       | 參與美眉改造環節被發掘（曾就讀樹徳家商應用外語科日文組），後就讀中華醫事科技大學醫務管理系 曾上《國光幫幫忙》節目 | Instagram |
| 簡盈帆            | 笨笨                                                                               |                 |                             | 2009年5月18日             |                                       | 東吳大學英文系 參與美眉推薦環節經網友投票選入 | 無名（页面存档备份，存于） |
| 郭萱              | 大大                                                                               | Phoebe          | 1992年9月15日               | 2009年5月19日             |                                       | 長相酷似混血兒，排灣族原住民 參與美眉推薦環節經路人投票選入 雙胞胎妹妹是歌手郭曉曉 已淡出娛樂圈 | Instagram |
| 陳雅雯            | 薇安                                                                               | Vivian          | 1994年1月15日               | 2009年5月19日             |                                       | 參與國中美女環節被發掘 曾上節目《綜藝大熱門》 | |

### 其他成員
| - WaWa - yoyo - peggy - Koko - Tiff - kelly - yogo - Cookie - Jenny - natalie - christine - 小RU - 小穎 - 小瑩 | - 小萱 - 小寶 - 小比 - 小布 - 小嵐 - 小君 - 小柊 - 姵姵 - 可可 - 媛媛 - 均均 - 薇薇 - 凱凱 - 凱紋 | - 敏兒 - 花兒 - 草莓 - 蛋塔 - 蕃茄 - 艾碧 - 氣球 - 咖啡 - 香妃 - 草迷 - 智佳 - 布小瑛 | - KiKi - Angel - Tammy - meggy - Fiona - Coco - mage - lisa - Kiss - Titi - Vivi - Sisley - a-mi - Po-hua - Juejue - Clodie - Maggic | - 嘎嘎 - 糖糖 - 醬醬 - 牛牛 - 花花 - 伊伊 - 莉莉 - 涼涼 - 汝汝 - 啦啦 - 泡泡 - 小玉 - 小晶 - 小可 - 小柔 - 小君 - 小菁 - 小花 - 小宜 - 小依 | - 大MO - 大米 - 大飛 - 寶兒 - 玉米 - 紫薇 - 哈比 - 俞均 - 葉婷 - 兔子 - 若穎 - 婉兒 - 口袋 - 怡如 - 蠢蛋 - 靜雯 - 菲比 - 艾亞 - 淑儀 - 安妮 - 檸檬 - 小立 - 小丸子 |

### 被淘汰成員
以下指在節目的淘汰賽環節落敗的成員
| 姓名   | 藝名                                          | 英文名         | 出生日期        | 加入日期 (節目播出時間) | 節目中的 其他暱稱 | 其他資料 | 部落格 |
| ------ | --------------------------------------------- | -------------- | --------------- | ----------------------- | ----------------- | --- | --- |
| 周宜芬 | 牙牙                                          | YaYa           | 1989年 10月18日 | 2005年 8月3日           | 花痴              | 因喜歡前VJ Henry，所以被稱花痴 | 無名（页面存档备份，存于）                                                                                             |
| 唐孟晴 | 晴匠                                          | Quenna         | 1991年 10月1日  | 2005年 9月22日          |                   | 曾被黑人評過早熟，現就讀於中壢家商 | 無名（页面存档备份，存于）                                                                                             |
| 陳思瑾 | Akina                                         | Akina          | 1990年 7月17日  | 2005年 12月9日          | 小貓、貓兒        | 中國科技大學學生 MTV電玩瘋主持人 | 無名（页面存档备份，存于）                                                                                             |
| 黃慶宜 | 慶宜                                          | Cherry         | 1992年 2月23日  | 2006年 3月22日          |                   | 外表甜美得到不少觀眾的吸引，歡樂幸運星與王牌大賤諜助理主持人，現就讀於士林高商。有報導指她是柯震東的前女友。                                   | 無名（页面存档备份，存于）                                                                                             |
| 朱婉柔 | 婉柔                                          |                | 1991年 1月28日  | 2006年 4月4日           |                   | Angela之妹妹，現就讀於華岡藝校 | 無名（页面存档备份，存于）                                                                                             |
| 鍾婉筑 | 小娃                                          |                |                 | 2007年 1月25日          |                   | 阿美族原住民 | 無名（页面存档备份，存于）                                                                                             |
| 張瀞文 | 瀞文                                          |                |                 | 2007年 3月1日           |                   | 早安少女New Star張瀞尹(Apple)的姊姊 | |
| 林岡怡 | 蒂蒂                                          | Stella         | 1990年 4月14日  | 2007年 5月30日          |                   | 畢業於台灣藝術大學 | 取藝名為林妍柔，目前在大陸演藝圈拍攝多部戲劇、電影，以大陸電影「射雕英雄傳之降龍十八掌」的演出令人熱烈討論而受到注意。 |
| 袁慧珊 | 圈圈                                          |                | 1988年 8月3日   | 2007年 7月25日          |                   | 輔仁大學企管系學生 無敵青春克水水，已遭淘汰 | 無名（页面存档备份，存于）                                                                                             |
| 陳思潔 | 假笑                                          | Jenny          | 1993年 3月15日  | 2007年 11月5日          |                   | 誠正國中、育達商職 | Facebookfacebook |
| 陳韋君 | Milky                                         | Milky          | 1990年 11月7日  | 2007年 12月10日         |                   | 參加無敵青春克水水 | 無名 （页面存档备份，存于）                                                                                            |
| 洪巧穎 | 小巧                                          |                | 1991年 12月11日 | 2007年 12月10日         |                   | 傻傻可愛的個性，曾是諧星組，曾就讀於育成高中，現就讀於法國布列塔尼國立高等建築設計學院                                                         | 無名（页面存档备份，存于）                                                                                             |
| 胡翠雯 | 小晞                                          | Viviky         | 1992年 7月23日  |                         |                   | 布農族原住民，參與過早安家族New Star選拔。現就讀於莊敬高職                                                                                     | 無名（页面存档备份，存于）                                                                                             |
| 陳栩潔 | 蕾蕾                                          |                |                 |                         |                   | 大學生了沒成員，現就讀於輔仁大學 | 無名（页面存档备份，存于）                                                                                             |
| 李晨穎 | Ecru                                          |                |                 |                         |                   | | 無名（页面存档备份，存于）                                                                                             |
| 陳季琳 | 季琳 （程絜莉）                               | Jolie          | 1985年 10月4日  | 2005年 8月5日           |                   | 時尚雜誌模特兒 戲劇及廣告演出 | Facebook 微博 |
| 吳金宜 | 阿金                                          |                |                 |                         |                   | | 無名（页面存档备份，存于）                                                                                             |
| 張虹羚 | 張琳                                          | LinLin         | 1990年 11月9日  | 2006年 08月11日         |                   | 我猜我猜我猜猜猜 2009-10-10 歐買尬!! 髒鬼系美女，正妹實驗室班底 現為女子團體Sun Lady的副團長                                                   | Facebook 微博 |
| 吳書誼 | 書誼                                          |                |                 |                         |                   | | 無名（页面存档备份，存于）                                                                                             |
| 林辰唏 | 仔仔                                          | Zaizai         | 1990年 5月22日  | 2006年 1月20日          |                   | 參加我猜少男系女孩爆紅 演出電影「第三十六個故事」、「街角小王子」、「消失打看」，及電視劇《死神少女》，拍攝多部MV與廣告                        | 無名（页面存档备份，存于）                                                                                             |
| 劉育廷 | 蜻蜓                                          |                |                 |                         |                   | 角力高手 | |
| 吳佳璇 | 璇子                                          |                |                 |                         |                   | | 無名（页面存档备份，存于）                                                                                             |
| 黃靖文 | 小文                                          |                |                 |                         |                   | | 無名（页面存档备份，存于）                                                                                             |
| 張瑜珊 | 小萌                                          |                |                 |                         |                   | | 無名（页面存档备份，存于）                                                                                             |
| 張雅欣 | 小雅                                          |                |                 |                         |                   | | 無名（页面存档备份，存于）                                                                                             |
| 劉佩儀 | Q咩                                           |                |                 |                         |                   | | 無名（页面存档备份，存于）                                                                                             |
| 楊心怡 | MoMo                                          |                |                 |                         |                   | 現為綜藝節目Show Girl | 無名（页面存档备份，存于）                                                                                             |
| 朱芷玄 | 芷玄 （舊藝名Anli、梨亞(Lia)、Honey、悟空妹） | Anli Lia Honey | 1990年 5月13日  | 2005年 8月1日           |                   | 舊名「陳以庭」 曾為綜藝節目Show Girl 並改名 '梨亞 (Lia)'，另主持 "數位遊戲王" 改名 'Honey' 2010年拍攝火辣線上遊戲廣告走紅 現已鮮少出現在電視圈 | Facebook 微博（页面存档备份，存于）                                                                                    |
| 林容瑄 | 容瑄                                          |                |                 |                         |                   | 其博客曾遭黑客入侵，流出她与前男友的不雅照 | 無名（页面存档备份，存于）                                                                                             |
| 張之綾 | 娃娃                                          |                |                 |                         |                   | | 無名（页面存档备份，存于）                                                                                             |

| - Kimmy - Suu郁 - Q比(妹妹) - 菲菲 | - 小姵 - 小郁 - 奶粉 - 米妃 | - 貓咪 - 味噌 - 拔辣 | - Eva - 麥麥 - 佩佩 - 空空 | - 小依 - 小敏 - 小酸 - 小希 | - 沛云 - 品嘉 - 瑋蒂 |

## 內部小團體
內部團體指非官方公佈，由網友評選或美眉在節目中以非正式方式提到過的小團體

### 三姊妹
- Suan、Venessa、Vicky

### 莊敬幫
- 鬼鬼、甯兒、可比、勇兔
  - 4人皆為莊敬高職的學生，所以4人自稱莊敬幫，當中以已出道的鬼鬼和甯兒最為人熟悉。
  - 特別的是《模范棒棒堂》也有莊敬幫，分別為王子、毛弟、鮪魚、野獸、李銓和小濱。

### 世新幫
- 米奇、Albee、凱希、夏宇童、大飛
  - 5人為世新大學畢業校友

### 金三角
- 丫頭、MeiMei、甯兒
  - 三名黑Girl成員在私底下及節目中關係都相當好，故有此名

### 洪玉米
- 洪詩（幫主）、玉兔、米奇
  - 名字來自三名成員藝名的頭一個字
  - 黑人曾經以為這組合名是其中一位美眉的本名

### 生力軍
- 凱希、米恩、妖嬌 DJ Swallow、萬太
  - 2006年中選出類似第二梯隊性質的內部團體，惟所有成員已經出外發展或退出

### A瑤姊妹花
- Apple、瑤瑤
  - 名字來自Apple和瑤瑤兩姊妹

### 諧星組
- 瑤瑤（組長）、薔薔、小巧
  - 瑤瑤和薔薔經常在節目中製造笑果，故獲此名。現今已被淘汰的小巧亦曾是成員之一。

### 洪詩幫
- 洪詩（幫主）、玉兔、米奇、陶嫚曼、勇兔、Albee、汪汪、寧寧、凱希、可比、狗狗

### 蚊子組
- 蚊子（組長）、Taco、琳妲、少少、宇庭

### 神木與瞳
- 蚊子（神木）、點點（瞳）
  - 在神木與瞳擔任來賓的一集中兩人被指與他們相似，因而被這樣稱呼。及後曾有在哪裡5打抗提及過

### 三大壯妞
- MeiMei、萬太、勇兔

### K.D Style
- 蚊子、Taco、少少、宇庭、琳妲
  - 曾多次代表我愛黑澀會出外參加街舞比賽並獲得不俗成績

### 金三角（新）
- 斯亞、娉娉、昆凌

### 四小妞
- 洪詩、玉兔、勇兔、糖果
  - 在2009年我愛黑澀音樂同樂會裡首度亮相，原被看好能成為黑澀會二軍，可惜之後沒有消息。

### 五虎將
- 洪詩、斯亞、MeiMei、Taco、丫頭
  - 只要有他們在黑澀會歌唱比賽中，就沒有人會墊底

### 獅子座三人組
- 鬼鬼、筱婕、 MeiMei
  - 黑Girl成員中三個剛好都是獅子座的美眉

## 加入日期
斜體者為黑Gir（第一代）成員

粗體者為黑Girl（第二代）成員

如有其他顏色者為通告藝人、主持人的成員

### 2005年
- 8月1日：蔓蔓、Kiki、Yoyo、糖糖、寶兒、子軒、汝汝、柔柔、小文、Suan、小公主、姵姵、巧麗、小米、芷玄、Vicky、小刀、小優、大牙、洪詩
- 8月2日：季琳、俞均、容瑄、巧麗、Cookie
- 8月3日：香妃、品嘉、Natalie、小晶、口袋、書誼、牙牙、湘君
- 8月4日：（在節目尾段遊戲時間） - 小瑜兒、小希、小瑩、玉米、Cindy、Maggie、凱希
- 8月8日：花兒
- 8月9日：Fiona、若穎
- 8月10日：均均、小郁、Koko、奶粉、賴瀅羽、小萱、Mage
- 8月16日：Christine
- 8月17日：蛋塔、麥麥、小柔、甯兒、草莓
- 8月19日：小白、小立、小萌、婉兒、瑜萱
- 8月23日：娃娃、Venessa、莉莉、吃冰
- 8月25日：小薰、薇薇、A-mi
- 8月26日：番茄、小君
- 8月31日：艾碧、氣球、楊可涵、Lisa、葉婷、欣欣、小彤
- 9月2日：小菁、小蠻
- 9月5日：小花
- 9月7日：Sisley、小宜、霸王花
- 9月8日：MeiMei、牛奶、樂樂
- 9月12日：小依
- 9月14日：蕾蕾
- 9月16日：花花
- 9月19日：JueJue
- 9月21日：咖啡
- 9月22日：晴匠、Ecru、Suu郁
- 9月28日：兔子
- 9月30日：伊伊、Angel
- 10月3日：瑤瑤、Jenny
- 10月6日：萬太、小小陸、貝童彤、佩云
- 10月7日：小布
- 10月10日：151、Q咩
- 10月24日：丫頭、巫婆
- 10月31日：泡菜、Tammy
- 11月18日：鬼鬼、蜻蜓、小雪、可可、祐祐
- 11月24日：Dolly
- 12月9日：Akina、小yu、怡如、Kira、菲菲
- 12月20日：拔辣
- 12月23日：阿金、瑋蒂、Apple、Nini

### 2006年
- 1月13日：妖嬌、寧寧、穎兒
- 1月20日：Sharon、嘎嘎、Cloudie、仔仔、小斑
- 1月24日：媛媛
- 2月10日：鬼娃娃、敏兒、芝芝
- 3月6日：小冰、MoMo
- 3月13日：大mo、貓咪
- 3月16日：Celina
- 3月22日：慶宜、莎莎
- 4月3日：Nicole
- 4月4日：婉柔、小圓
- 4月12日：味噌
- 4月17日：檸檬
- 4月20日：Titi
- 4月24日：Penny、Angela、米恩、汪汪、小想
- 5月1日：玉兔
- 5月2日：泡泡、唄唄
- 5月15日：Eva
- 5月17日：小貝貝、Joyce
- 5月22日：小寶
- 6月5日：大米
- 6月7日：LinLin
- 6月19日：涼涼、泡菜
- 7月11日：小雅、豬豬
- 7月21日：可比、小君、Tiff、Nico
- 7月25日：安妮
- 8月7日：Vivi、牛牛
- 8月11日：小涵兒、張琳
- 8月18日：Amy、琳恩、陶嫚曼
- 8月21日：翟、歆
- 8月31日：小藍、允菲
- 9月11日：佳佳、詠咩
- 9月15日：可青、小Q
- 9月25日：Kitty
- 10月11日：米奇
- 10月30日：Mika
- 11月25日：子呆
- 11月28日：Albee
- 12月7日：Kimmy
- 12月20日：淇淇

### 2007年
- 1月5日：米妃
- 1月11日：惜兒
- 1月22日：蠢蛋
- 1月25日：小酸、空空、 WaWa、小娃、韋利、草迷
- 3月1日：Doggy、瀞文、璇子、大飛、小穎
- 3月19日：夏宇童、蚊子、琳妲、巴冷
- 4月3日：啦啦、點點、狗狗
- 5月29日：斯亞、小bee、Stacey
- 5月30日：蒂蒂、Taco、小嵐
- 7月25日：Maggic、菲比、宇庭、佩佩、圈圈、少少、菀菀、艾亞
- 9月20日：小佟、小華、Po-hua、Debbie、小丸子
- 11月5日：驢子、假笑、美樂蒂、Q比（妹妹）、薔薔
- 12月10日：小嚕、Milky、娉娉、小巧

### 2008年
- 3月18日：A-So，巧克力 (Christina)，辛靜，甜兒
- 6月25日：奈子，豆腐，NaNa，阿侃
- 11月17日：元元，蓓蓓，冰冰，酪梨

### 2009年
- 5月18日：小涵、小安、小牛、樂樂、笨笨
- 5月19日：大大、薇安、小涵、小豬

## 黑澀會美眉節目聚會
- 八大電視《娛樂百分百》黑澀會美眉同學會（2011年4月2日）小蠻、甯兒、小薰、丫頭、MeiMei
- 中天綜合台《SS小燕之夜》美眉們長大了（2012年2月2日）大牙、貝童彤、甯兒、Apple、瑤瑤
- 中天綜合台《康熙來了》她們從美眉混成少婦（2012年8月27日）甯兒、貝童彤、瑤瑤、Apple、大牙、薔薔、米恩、蚊子、斯亞、玉兔、允菲
- 華視《十點名人堂》黑澀會炫風來襲~美眉畢業同學會（2012年10月3日）丫頭、大牙、玉兔、瑤瑤、Apple、貝童彤、甯兒
- 四川衛視《中國愛大歌會特别季--給力男子漢》（2012年11月24日）黑澀會美眉聯誼會 黑人、大牙、Apple、鬼鬼、甯兒、貝童彤、玉兔、丫頭
- 八大電視《娛樂百分百》叫我美腦王（2014年3月25日）丫頭、玉兔、Apple、大牙、貝童彤、允菲 [d]
- 衛視中文台《一袋女王》新生代底迪美眉來襲 黑澀會棒棒堂頂得住嗎?（2014年9月1日）丫頭、允菲、Albee
- 中天娛樂台《麻辣同學會》美眉們到底是太天真還是蠢？！ 黑澀會美眉同學會（2015年4月22日）大牙、詹子晴、Apple、甯兒（筱婕）、妖嬌、少少、斯亞（糖果）、邱珮淇（小豬）
- 中天综合台《18岁不睡》1當年我們18歲！我愛黑澀棒棒堂同學會！（2016年11月7日）MeiMei、鬼鬼
- 中天综合台《小明星大跟班》10年過去有些話終於能講？！黑澀會美眉再上課囉！（2017年4月21日）大牙、詹子晴、Apple、甯兒（筱婕）、瑤瑤、蚊子、斯亞（糖果）